# Pachydissus probatus
Pachydissus probatus là một loài bọ cánh cứng trong họ Cerambycidae.